# Year of the Dragon (film)
Year of the Dragon is een Amerikaanse film uit 1985 van regisseur Michael Cimino. De hoofdrollen worden vertolkt door Mickey Rourke, Ariane Koizumi en John Lone. Oliver Stone schreef het scenario samen met Cimino.
De film werd genomineerd voor twee Golden Globes.

## Verhaal
Joey Tai is een gevaarlijke zakenman. Met geweld werkt hij zich een weg naar de top van de Chinese triade in New York. Hij wordt het doelwit van Stanley White, een politieagent die nog meevocht in de Vietnamoorlog. Stanley maakt er een persoonlijke missie van om de Chinese gangster neer te halen. De wapenstilstand tussen het politiekorps en de triade wordt hierdoor verbroken.
Stanley is een getrouwde man, maar zijn huwelijk loopt niet van een leien dakje. Hij begint een relatie met journaliste Tracy Tzu. Zowel Tracy als Stanley's echtgenote worden het slachtoffer van Joey Tai. Stanley en zijn rivaal zijn bereid om over lijken te gaan om elkaars plannen te dwarsbomen.

## Rolverdeling
| Acteur           | Personage     |
| ---------------- | ------------- |
| Mickey Rourke    | Stanley White |
| John Lone        | Joey Tai      |
| Ariane Koizumi   | Tracy Tzu     |
| Raymond J. Barry | Bukowski      |
| Caroline Kava    | Connie White  |
| Eddie Jones      | McKenna       |
| Victor Wong      | Harry Yung    |

## Productie
Michael Cimino kreeg regelmatig de vraag of hij een roman van Robert Daley wou omvormen tot een scenario. Cimino weigerde dit in eerste instantie, maar ging dan toch akkoord. Maar de regisseur beschikte niet over genoeg om het scenario af te krijgen. Daarom riep hij de hulp in van collega Oliver Stone. Samen schreven het scenario af. Cimino had voor de film een jaar lang research gedaan.
De productie verliep snel, waardoor de casting al afgerond was nog voor het scenario klaar was. Cimino en Stone dachten aan Nick Nolte en Jeff Bridges voor de hoofdrol. Maar na het zien van The Pope of Greenwich Village (1984) koos Cimino voor Mickey Rourke. Bovendien had de regisseur al met hem samengewerkt aan Heaven's Gate (1980). Rourke moest een ouder personage spelen, hetgeen niet evident was. Bovendien moest hij van Cimino ook bokslessen volgen. Rourke nam dit niet serieus op, waarna de regisseur een Hells Angel inriep om Rourke te begeleiden.
De film werd grotendeels opgenomen in Wilmington (North Carolina) en dus niet op locatie in Chinatown.
De film ging in de zomer van 1985 in première, maar flopte. De film kon het budget niet terugverdienen. De meningen van de filmcritici waren verdeeld, al waren de meeste wel negatief. Bovendien had de Chinese gemeenschap veel kritiek op de film. De personages waren volgens hen onrealistisch en stereotiep.
De film werd genomineerd voor twee Golden Globes, maar ook voor vijf Razzies. Regisseur Quentin Tarantino noemde later de climax van de film een van zijn lievelingsscènes.